# Debalceve
Debalceve (ukrajinsky Дебальцеве; rusky Дебальцево – Děbalcevo) je město v Doněcké oblasti na Ukrajině, nyní pod kontrolou všeobecně neuznávané Doněcké lidové republiky. Město bylo založené při budování Kateřinské železnice v roce 1878 a bylo pojmenováno po ruském důstojníkovi, Iljovi Debalcevovi. Leží v Donbasu zhruba 58 kilometrů na severovýchod od Doněcku, hlavního města oblasti. Na východě hraničí s Luhanskou oblastí a na jihozápadě s Vuhlehirskem patřícím do města Jenakijeve. Debalceve je důležitým silničním a železničním uzlem. V roce 2014 ve městě žilo 25 525 obyvatel.

## Historie města

### Během války na východě Ukrajiny
Město Debalceve a jeho okolí bylo dějištěm bojů v průběhu války na východní Ukrajině od roku 2014 tu vojáci z řad regulární ukrajinské armády utrpěli významnou porážku. Město je nyní[kdy?] do značné míry zničené. Počet obyvatel se podstatně snížil, a to již před vypuknutím bojů. V jejich průběhu bylo v době krátkodobých příměří provedeno několik dobrovolných evakuací. Neznámý počet lidí přišel v důsledku ostřelování města o život. Po obsazení města proruskými separatisty 18. února 2015 tam byly dovezeny potraviny a jiné potřeby, přesto je situace zbylého obyvatelstva velmi svízelná. Aktuální počet obyvatel není doposud znám.
V průběhu let 2015 a 2016 se město začalo vzpamatovávat z nejhoršího. V noci z 18. na 19. prosince 2016 ale propukly poblíž města znovu velmi těžké boje se ztrátami na obou stranách.

## Demografie
V roce 2001 tvořili obyvatelstvo města podle sčítání lidu Ukrajinci (64,4 %) a Rusové (32,6 %) a v menší míře Bělorusové (0,7 %) a Romové (0,3 %). Jako svůj rodný jazyk obyvatelé uvedli ruštinu (81,5 %), ukrajinštinu (16,9 %), romštinu (0,3 %) a běloruštinu (0,1 %).
|           | 1923  | 1926   | 1939   | 1959   | 1970   | 1979   | 1989   | 2001   | 2014   |
| --------- | ----- | ------ | ------ | ------ | ------ | ------ | ------ | ------ | ------ |
| Obyvatelé | 9 586 | 13 100 | 34 202 | 33 847 | 35 366 | 33 871 | 35 511 | 30 246 | 25 525 |

Vývoj počtu obyvatel v grafu